# Pachnoda preissi
Pachnoda preissi är en skalbaggsart som beskrevs av Paul Norbert Schürhoff 1938. Pachnoda preissi ingår i släktet Pachnoda och familjen Cetoniidae. Inga underarter finns listade i Catalogue of Life.